# Mallochohelea prominens
Mallochohelea prominens är en tvåvingeart som först beskrevs av Oskar Augustus Johannsen 1931.  Mallochohelea prominens ingår i släktet Mallochohelea och familjen svidknott. Inga underarter finns listade i Catalogue of Life.